# Giovanni Antonio Sangiorgio
Giovanni Antonio Sangiorgio (Milão, 1439/1442 - Roma, 14 de março de 1509) foi um cardeal do século XVI.

## Primeiros anos
Nasceu em Milão em 1439/1442. De uma família nobre. Parente do cardeal Giovanni Francesco Biandrate di San Giorgio Aldobrandini (1596). Seu sobrenome também está listado como San Giorgio. Ele foi chamado de Cardeal de Alexandria.

## Educação
Estudou Direito em Pavia desde 1470.

## Juventude
Professor público de cânones em Pavia e Milão. Embaixador do duque de Milão perante o rei Matthias Corvin da Hungria. Arcipreste Reitor da Catedral Metropolitana de S. Ambrogio, Milão. Nomeado bispo de Alexandria a pedido do duque de Milão, em 11 de abril de 1478.

## Episcopado
Eleito bispo de Alexandria em 15 de fevereiro de 1479. Consagrado (nenhuma informação encontrada). Nomeado auditor da Sagrada Rota Romana no pontificado do Papa Sisto IV.

## Cardinalato
Criado cardeal sacerdote no consistório de 20 de setembro de 1493; recebeu o chapéu vermelho e o título de Ss. Nereo ed Achilleo, 23 de setembro de 1493. Juntamente com o Papa Alexandre VI, buscou refúgio no Castelo S. Angelo , Roma, em 7 de janeiro de 1495, por causa da ameaça das tropas francesas; acompanhou o papa a Orvieto em 27 de maio de 1495; e voltou com ele para Roma em 27 de junho de 1495. Foi um dos seis cardeais nomeados em 19 de junho de 1497 para ajudar o papa a redigir a bula da reforma. Estava com o papa quando, em janeiro de 1499, os embaixadores de Espanha e Portugal o ameaçaram de deposição. Transferido para a Sé de Parma em 6 de setembro de 1499; ocupou a sé até sua morte. Promovido a patriarca titular de Jerusalém em 1500; manteve o título até 1503 (2) . Participou do primeiro conclave de 1503 , que elegeu o Papa Pio III. Participou do segundo conclave de 1503 , que elegeu o Papa Júlio II. Optou pela ordem dos cardeais bispos e pela sé suburbana de Frascati em 23 de dezembro de 1503. Abade comendador do mosteiro beneditino de S. Gallo, diocese de Áquila, em 1505. Nomeado legado a latere em Roma pelo Papa Júlio II em agosto de 1506 durante sua ausência; ele deu uma magnífica recepção ao papa em seu retorno em 28 de março de 1507. Arcipreste da colegiada de Ss. Celso e Giuliano, junto à ponte de S. Ângelo. Optou pela sé suburbana de Palestrina, em 17 de setembro de 1507. Optou pela sé suburbana de Sabina, em 22 de setembro de 1508. Foi um eminente jurisconsulto e um sacerdote irrepreensível, reconhecido por sua generosidade e benificência. Ele escreveu seis volumes de comentários sobre o direito canônico.
Morreu em Roma em 14 de março de 1509. Sepultado em frente ao altar-mor da colegiada de Ss. Ceslo e Giuliano, Roma. Ele deixou seus bens para a Confraria Sancta sanctorum da basílica patriarcal de Latrão. A sua inscrição fúnebre foi perdida em 1547 e recuperada em 1736, quando a igreja foi restaurada